# Jiří Zubrický
Jiří Zubrický (Most, 8 de febrero de 1964) es un deportista checoslovaco que compitió en halterofilia.
Ganó una medalla de bronce en el Campeonato Mundial de Halterofilia de 1990 y una medalla de bronce en el Campeonato Europeo de Halterofilia de 1992, ambas en la categoría de +110 kg. Participó en dos Juegos Olímpicos de Verano, en los años 1988 y 1992, ocupando el sexto lugar en Barcelona 1992, también en la categoría de +110 kg.

## Palmarés internacional
| Campeonato Mundial | Campeonato Mundial  | Campeonato Mundial | Campeonato Mundial |
| Año                | Lugar               | Medalla            | Categoría          |
| ------------------ | ------------------- | ------------------ | ------------------ |
| 1990               | Budapest (Hungría)  | Medalla de bronce  | +110 kg            |
| Campeonato Europeo |                     |                    |                    |
| Año                | Lugar               | Medalla            | Categoría          |
| 1992               | Szekszárd (Hungría) | Medalla de bronce  | +110 kg            |